# Cromer Péter
Cromer Péter, más néven Textoris Péter tanár.

## Élete
Kolozsvári polgár fia, 1600-ban a kolozsvári nagyobbik unitárius iskolában tanított. 1601–1602-ben Haller Gábor két fiának, Istvánnak és Ferencnek a nevelője volt. 1603. június 7-én két tanítványával. Hazatérte után 1607–1608-ban és 1610–1611 között igazgató volt a tordai unitárius iskolánál, ugyanakkor a jegyzői tisztséget is betöltötte. Mivel az iskolát Basta csapatai lerombolták, a templom melletti bolthelyiségben tanított. Közben 1609-ben Torockószentgyörgyön tanított.
Kéziratban maradt naplóját említi Thorwächter András lelkész a kolozsvári régi kollégiumi rectorok krónikájában a Siebenb. Provinzial-Blätter II. kötet 244. és 245. lapjain és abból két helyet idéz 1600-ból.